# Боязнь высоты (фильм)
«Боязнь высоты» (англ. Don't Look Down — «Не смотри вниз») — американский психологический триллер 1998 года.

## Сюжет
Сестра Карлы, Рэйчел, фотографируется над пропастью и срывается вниз. Карла пытается удержать её, но не может. Рэйчел погибает. Карлу начинает мучить дикие приступы страха перед высотой — акрофобии. Она чувствует, что если не начнёт лечиться, то сойдёт с ума, поэтому идёт на экспериментальные курсы лечения акрофобии. Они частично помогают, но теперь Карлу начинает преследовать призрак Рэйчел, который обвиняет девушку в своей смерти. К тому же один за другим люди, вместе с Карлой посещающие экспериментальные курсы, начинают погибать загадочной смертью, а одна женщина, Холли, перед смертью, кровью на асфальте пишет имя «Карла Энджел». Полиция считает, что она связана с этими смертями, но к концу фильма становится понятно, что, используя её страх перед высотой и чувство вины перед сестрой, девушку пытались свести с ума.

## В ролях
- Меган Уорд — Карла Энджел
- Билли Берк — Марк, муж Карлы
- Анджела Мур — Джоселин
- Уильям МакДональд — Бэн
- Кейт Роббинс — Холли
- Аарон Смолински — Захарий
- Терри Кинни — Пол Садовски
- Тара Спенсер-Нэйрн — Рэйчел
- Боб Моррисей — детектив
- Бенц Антуан — Лютер
- Бритт МакКилип — Рэйчел в детстве
- Карли МакКилип — Карла в детстве